# Chariea lepesmei
Chariea lepesmei là một loài bọ cánh cứng trong họ Cerambycidae.